# Jerzy Horczak
Jerzy Horczak ps. „Wróbel” (ur. 1927 w Wilnie, zm. we wrześniu 1943 w Warszawie) – kapral Armii Krajowej, sekcyjny 3 drużyny hufca „Sad” Grup Szturmowych Szarych Szeregów, od 1 września 1943 roku w składzie batalionu „Zośka”. Odznaczony Krzyżem Srebrnym Orderu Virtuti Militari.

## Życiorys
W 1939 roku ukończył szkołę powszechną w Warszawie. W okresie okupacji niemieckiej uczył się na tajnych kompletach w Gimnazjum im. Tadeusza Reytana i należał do konspiracyjnej drużyny harcerskiej tej szkoły, 1. Warszawskiej Drużyny Harcerskiej im. Romualda Traugutta („Czarna Jedynka”). Jako członek Grup Szturmowych Szarych Szeregów uczestniczył w akcjach Organizacji Małego Sabotażu „Wawer” oraz w nieudanej próbie odbicia naczelnika Szarych Szeregów Floriana Marciniaka (akcja „Meksyk IV”, 8 maja 1943).
Wiosną 1943 roku został magazynierem broni hufca „Sad” w wilii przy ul. Różanej 36 w Warszawie, gdzie mieszkał wraz z dwunastoletnim bratem ciotecznym Teodorem Wołoszczukiem. W sierpniu 1943 roku dom został otoczony przez niemieckich policjantów, po czym Jerzy Horczak ostrzelał ich z pistoletu maszynowego i obrzucił granatami ręcznymi, a następnie zdołał się bezpiecznie wycofać wraz z kuzynem. Akcja ta zyskała rozgłos w Warszawie. Kilka dni później został aresztowany na ul. Nowy Świat przez funkcjonariusza „Kripo” Władysława Urbańskiego i osadzony w więzieniu na Pawiaku. Zmarł we wrześniu 1943 roku, zakatowany w śledztwie, nikogo nie wydając.
Był synem Józefa Horczaka, inżyniera rolnego, i Marii Horczak. Rodzice prowadzili działalność konspiracyjną w Polskim Państwie Podziemnym i zginęli w obozie Auschwitz-Birkenau. Do 1935 roku mieszkał w Kaliszu. Teodor Wołoszczuk przeżył II wojnę światową.
Jerzy Horczak jest jednym z bohaterów książki Aleksandra Kamińskiego pt. Kamienie na szaniec (1943), filmu dokumentalnego „Oni szli Szarymi Szeregami” (2010), w którego części fabularnej zagrał go Franciszek Przybylski, a także książki Juliusza Bogdana Deczkowskiego „Wróbel” z „Kamieni na szaniec”: wspomnienie o przyjacielu (Warszawa 1992, ISBN 83-900182-4-1).

## Upamiętnienie
- Jerzy Horczak został upamiętniony tabliczką na Pomniku Drzewa Pawiackiego na dziedzińcu Muzeum Więzienia Pawiak[7].
- Jest wymieniony wśród poległych żołnierzy batalionu „Zośka” na Mogile Symbolicznej w kwaterze batalionu na Cmentarzu Wojskowym na Powązkach („Polegli w konspiracji i dywersji 1939–1944”, „Grupy Szturmowe”)[8].
- 12 maja 2018 roku odsłonięto poświęconą mu tablicę pamiątkową przy ul. Różanej 36 w Warszawie, w miejscu dawnego konspiracyjnego magazynu broni hufca „Sad” Grup Szturmowych Szarych Szeregów[9].